# 6060 Doudleby
6060 Doudleby eller 1980 DX är en asteroid i huvudbältet som upptäcktes den 19 februari 1980 av den tjeckiske astronomen Antonín Mrkos vid Kleť-observatoriet i Tjeckien. Den är uppkallad efter den tjeckiska byn Doudleby.
Asteroiden har en diameter på ungefär 6 kilometer.